# Сейранян, Тигран Сейранович
Тигран Сейранович Сейранян (арм. Տիգրան Սեյրանի Սեյրանյան; род. 6 мая 1967, Новосибирск) — армянский дипломат. Посол Армении в Чехии (2011—2018) и Украине (2018—2021).

## Биография
Родился 6 мая 1967 года в Новосибирске, РСФСР. В 1984—1991 годах учился на факультете философии и социологии Ереванского государственного университета (ЕГУ). В 1985—1987 годах проходил срочную службу в в Вооружённых силах СССР.
В 1992—1995 работал в консульском управлении Министерства иностранных дел Армении, в 1998—2000 и 2003—2011 годах был его начальником. В 1995—1998 годах работал в посольстве Армении в Иране, в том числе консулом. В 2000—2003 годах работал в посольстве Армении в США, в том числе консулом.
В 2011—2018 годах был послом Армении в Чехии. В 2012—2018 годах по совместительству был послом Армении в Словакии. В 2018—2021 годах был послом Армении на Украине.
Имеет дипломатический ранг чрезвычайного и полномочного посла (2015). Знает английский, русский и персидский языки. Женат, имеет дочь и сына.

## Награды
- Памятная медаль «Фритьоф Нансен» (2008)[2].
- Медаль «Вазген Саркисян» (2010) от Министерства обороны Армении[1].
- Почётная медаль Национального собрания Армении (2014)[2].